# Genia Awerbuch

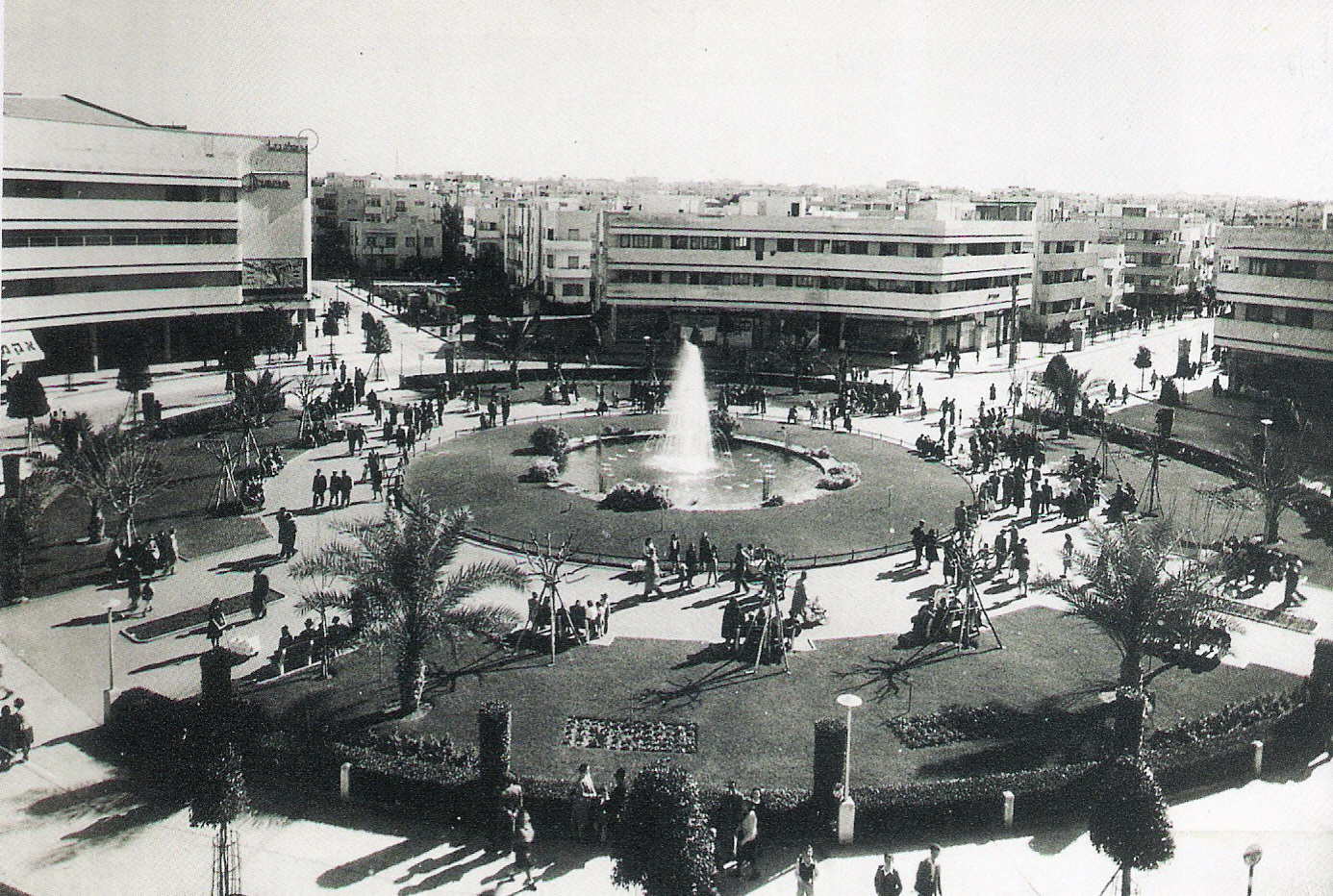
Dizengoffplatz in den 1940er Jahren

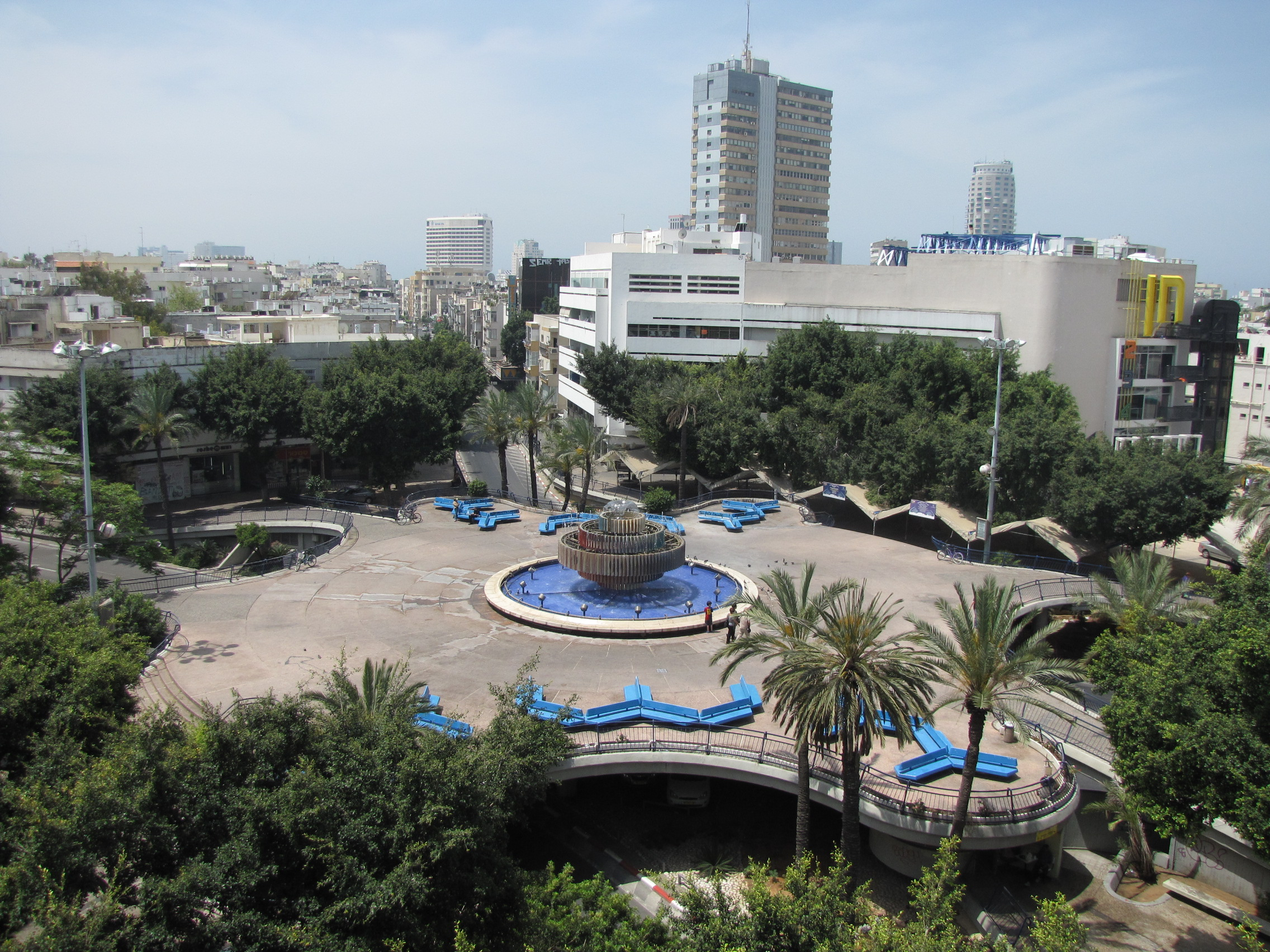
Dizengoffplatz 2010

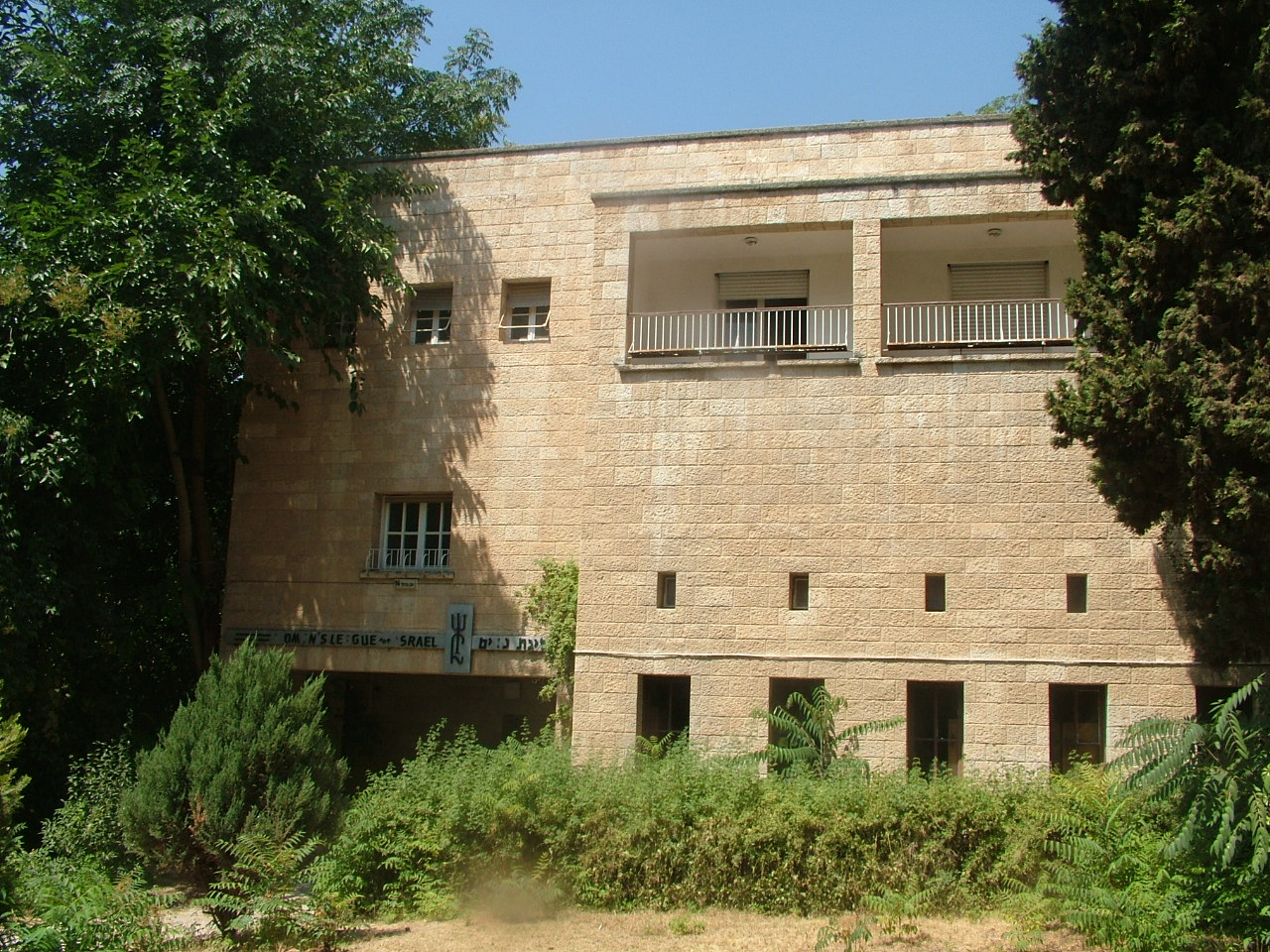
Haus der Pionierinnen 2007

Genia Awerbuch ([dʒɛnja avɛʁbʊχ], auch: [ʒɛnja …], hebräisch גֶ'נְיָה (זֶ'נְיָה) אָוֶורְבּוּך ; auch Eugenie Awerbuch; * 1909 in Smila (Russisches Kaiserreich); † 1977 in Tel Aviv, Israel) war eine israelische Architektin, die hauptsächlich während der Zeit des Jischuws und in Tel Aviv tätig war. Berühmt ist sie vor allem wegen der Gestaltung des Zina-Dizengoff-Platzes in Tel Aviv.

## Biografie
Genia Awerbuch wurde 1909 in Smila (Russisches Kaiserreich) geboren, wanderte mit ihrer Familie im Alter von zwei Jahren nach Palästina ein und wuchs in Tel Aviv auf. Im Ersten Weltkrieg wiesen die osmanischen Behörden ihre Familie als feindliche, weil russische, Staatsbürger nach Ägypten aus. Sie besuchte das Herzlia-Gymnasium und setzte ihre Ausbildung in Rom und Belgien fort. 1930 beendete sie ihr Studium, kehrte zurück nach Palästina und begann als Architektin tätig zu werden. Ihre erste Anstellung fand sie bei Schlomo Ginsburg (1906–1976), den sie auch heiratete. Allerdings waren sowohl Anstellung als auch die Ehe nur von kurzer Dauer. Awerbuch heiratete später Chaim Alperin, den Gründer der ersten hebräischen Polizei, mit dem sie einen Sohn, Daniel Alperin (1936–2015), hatte.
Ihr Name ist bis heute mit der Ausgestaltung des berühmtesten Platzes in Tel Aviv verbunden. Für den Entwurf, allen dreistöckigen Gebäuden am kreisförmigen Zina-Dizengoff-Platz, unabhängig von ihrer jeweiligen Funktion, eine gleichförmige Fassade zu geben, erhielt sie 1934 den Zuschlag. Von 1934 bis 1936 arbeitete Awerbuch unter Leitung von Ze'ev Rechter an mehreren Wohnhäusern für die Angehörigen des Nationaltheaters Habimah mit. Von 1942 bis 1945 war sie in der technischen Abteilung der Tel Aviver Stadtverwaltung angestellt.

## Werke

### Tel Aviv (Auswahl)
- Wohngebäude:
  - Bialikstr. 12 (sog. „Blaues Haus“), in den 1960er Jahren abgerissen
  - Ahad ha-ʿAm-Str. 57 (Shilman Haus)
  - Balfourstr. 2 / Allenbystr. 63
  - ha-Newiʾim-Str. 7
  - Hessstr. 18
  - Frugstr. 31 und 33 (ha-Bima-Häuser)
  - Tarsatallee 8
  - Hissinstr. 21
  - Allenbystr. 80
  - Ben-ʿAmmi-Str. 11
  - Jarkonstr. 94
- Zina-Dizengoff-Platz
- Café Galina auf dem Messegelände Jerid ha-Misrach (in Zusammenarbeit mit Elsa Gidoni und Schlomo Ginsburg) (1934)
- Shewah-Mofet-Schule in der ha-Masger-Str.

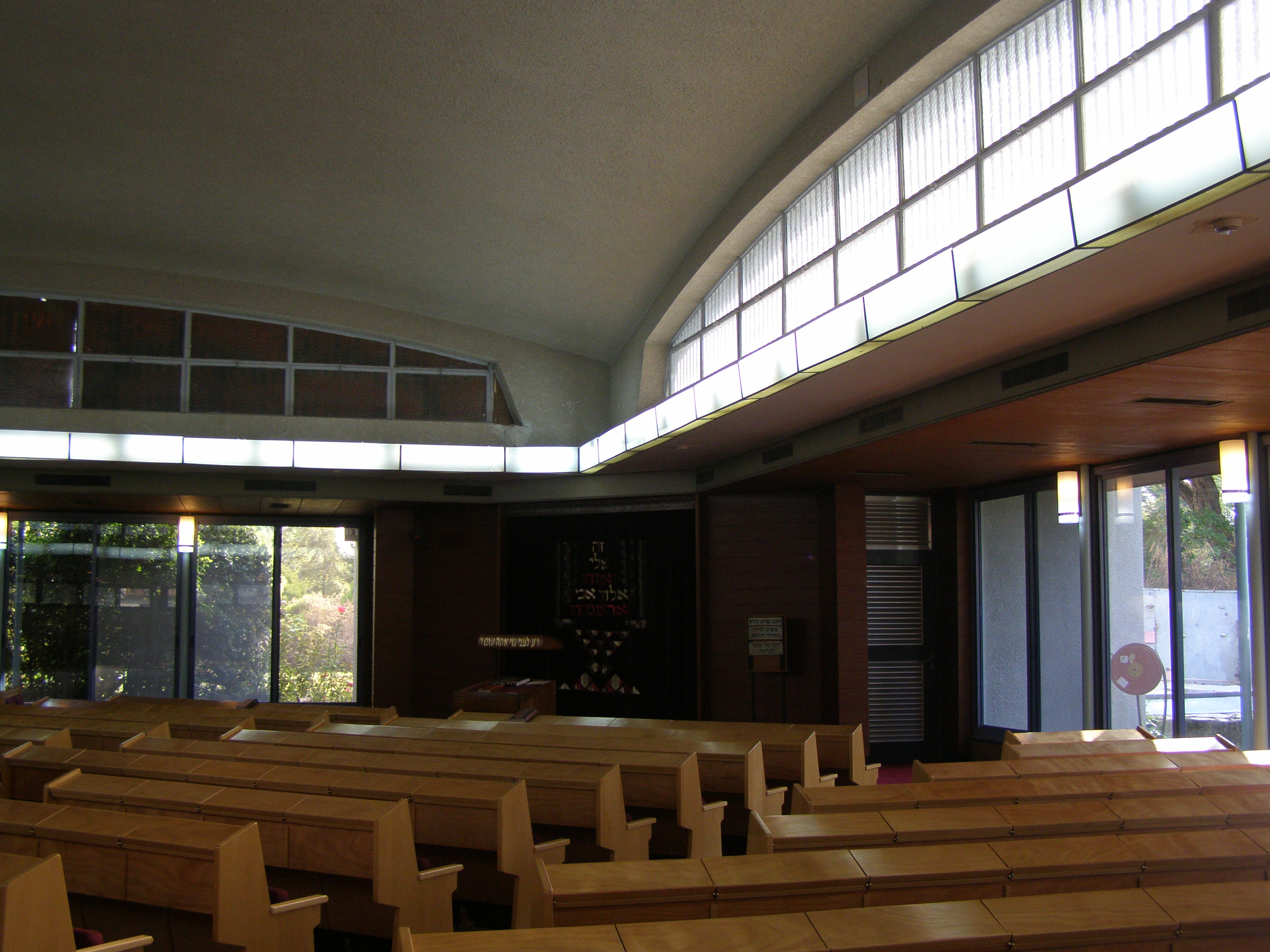
Inneres der Synagoge in ʿEin ha-Naziv

- Makkabia-Stadion

### In Israel
- Haus der Pionierinnen in Jerusalem (1940)
- Jugenddorf Kfar Batja in Raʿananna (1945)
- Jugenddorf Hadassim bei Netanja (1947)
- Synagoge für die Oberschule „Midrashiat Noam“ in Pardes Hannah (1965)
- Synagoge des Kibbuz ʿEin ha-Naziv (1966)